# Превц, Петер
Пе́тер Превц (словен. Peter Prevc, род. 20 сентября 1992 года в Доленья-Вас) — словенский прыгун с трамплина, олимпийский чемпион 2022 года и двукратный призёр зимних Олимпийских игр 2014 года, трёхкратный призёр чемпионатов мира. Двукратный чемпион мира по полётам на лыжах (2016,2022). Обладатель Кубка мира по прыжкам на лыжах (2015/2016).

## Биография
В Кубке мира Превц дебютировал в 2009 году, в марте 2010 года единственный раз попал в десятку лучших на этапе Кубка мира, в командных соревнованиях.
Лучшим достижением по итогам Кубка мира для Превца является 1-е место в сезоне 2015-16. Он впервые стал обладателем большого хрустального глобуса после сезонов 2013-14 и 2014-15, когда он оба раза занимал итоговое 2-е место. В этом же сезоне КМ 2015-16 Превц выиграл Турне четырёх трамплинов, полетный чемпионат 2016, малый хрустальный глобус в полетном зачете (3-й подряд титул вслед за сезонами 2013-14 и 2014-15).
На Олимпиаде-2010 в Ванкувере стартовал в трёх дисциплинах: нормальный трамплин — 7-е место, большой трамплин — 16-е место, командные соревнования — 8-е место.
В соревнованиях по прыжкам на лыжах с трамплина на чемпионате мира в Валь-ди-Фьемме, которые проходили 23 февраля 2013 года, Петер Превц занял 3-е место на среднем трамплине и 2-е на большом .
В конце сезона 2012/13 на этапе в словенской Планице Превц впервые в карьере стал призёром индивидуальных соревнований, став 22 марта серебряным призёром, а 24 марта бронзовым. По итогам Кубка мира 2012/13 Петер занял 7-е место.
В 2014 году Превц выиграл два этапа Кубка мира и ненадолго стал лидером общего зачёта. Выиграв полётный этап в Бад-Миттерндорфе (единственный этап на гигантском трамплине в сезоне 2013/14), он завоевал Малый хрустальный глобус - награду за лидерство в полётном зачёте.
На Олимпиаде-2014 в Сочи Превц впервые стал призёром олимпийских игр, выиграв серебряную медаль на нормальном трамплине и бронзовую - на большом.
14 февраля 2015 года на полётном этапе в Викерсунде установил новый мировой рекорд по дальности, 250 метров. Рекорд продержался один день, пока его не побил норвежский прыгун Андреас Фаннемель, 251,5 м.
В удачном для него сезоне 2015-16 Превц установил ряд исторических рекордов: наибольшее количество баллов в итоговом зачете турне четырёх трамплинов (1139); наибольшее количество побед за один сезон (15), наибольшее количество очков, набранных за сезон (2303). Превц на данным момент является единственным прыгуном, который выиграл все индивидуальные титулы в одном сезоне. 
| 2013/14 Итоги | 2013/14 Итоги | Германия | Германия | Финляндия | Финляндия | Норвегия | Норвегия | Норвегия | Германия | Германия | Швейцария | Швейцария | Германия | Германия | Австрия | Австрия | Австрия | Австрия | Польша | Польша | Польша | Япония | Япония | Германия | Германия | Швеция | Финляндия | Финляндия | Финляндия | Норвегия | Норвегия | Словения | Словения | Словения |
| Очков         | Место         | Ком      | Инд      | Инд       | Инд       | См       | Инд      | Инд      | Инд      | Инд      | Инд       | Инд       | Т4Т      | Т4Т      | Т4Т     | Т4Т     | Пол     | Пол     | Инд    | Ком    | Инд    | Инд    | Инд    | Инд      | Инд      | Инд    | Инд       | Инд       | Инд       | Инд      | Инд      | Инд      | Ком      | Инд      |
| 327           | 10            | 1        | 21       | 12        | ×         | 5        | 23       | 14       | 27       | 11       | 15        | 8         | 3        | 18       | 6       | 2       | —       | —       | —      | —      | —      | —      | —      | —        | —        | —      | —         | —         | —         | —        | —        | —        | —        | —        |

| 2012/13 Итоги | 2012/13 Итоги | Норвегия | Норвегия | Норвегия | Финляндия | Финляндия | Россия | Россия | Швейцария | Швейцария | Германия | Германия | Австрия | Австрия | Польша | Польша | Польша | Япония | Япония | Норвегия | Норвегия | Чехия | Чехия | Германия | Германия | Германия | Германия | Германия | Финляндия | Финляндия | Финляндия | Норвегия | Норвегия | Словения | Словения | Словения |
| Очков         | Место         | См       | Инд      | Инд      | Ком       | Инд       | Инд    | Инд    | Инд       | Инд       | Т4Т      | Т4Т      | Т4Т     | Т4Т     | Инд    | Ком    | Инд    | Инд    | Инд    | Пол      | Пол      | Пол   | Пол   | Ком      | Пол      | Инд      | Пол      | Ком Пол  | Ком       | Инд       | Инд       | Инд      | Инд      | Пол      | Ком Пол  | Пол      |
| 744           | 7             | 7        | 10       | 9        | 3         | 15        | 13     | —      | 14        | 6         | 18       | 10       | 5       | 15      | 26     | 1      | 11     | 15     | 9      | 26       | 5        | 5     | 20    | 1        | ×        | 7        | 4        | 3        | 6         | 18        | 13        | 6        | 15       | 2        | 1        | 3        |

## Личная жизнь
- Петер увлекается компьютерными играми и волейболом[3].
- младшие братья Петера Домен, Цене и младшая сестра Ника — также известные прыгуны на лыжах с трамплина.